# وو خاوری
وو یا ووی شرقی یا سون وو نام یکی از سه دولت نیرومندی است که در دوره سه امپراتوری (۲۲۰–۲۸۰ میلادی) در چین برقرار بود. نام وو برگرفته از نام تاریخی دلتای رود یانگ تسه -وو- بود. این پادشاهی در درازای حیاتش بر بسیاری از سرزمین‌های شرقی چین چیره‌بود. این امپراتوری توسط جین از بین رفت.

## نگارخانه

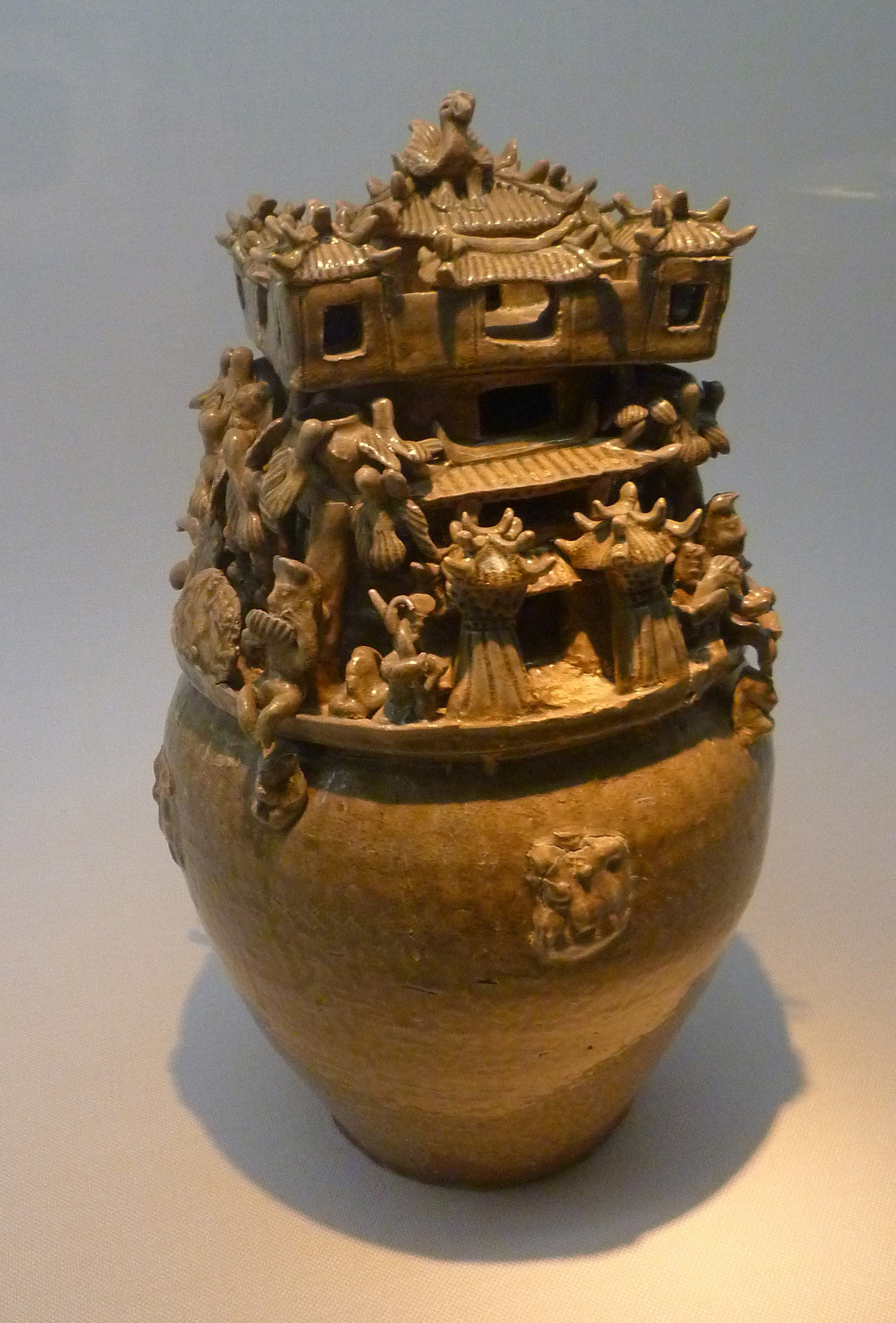
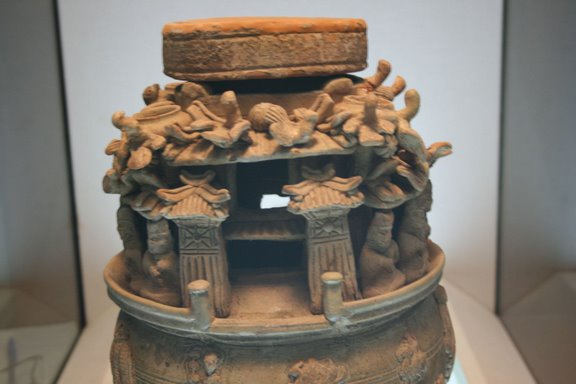
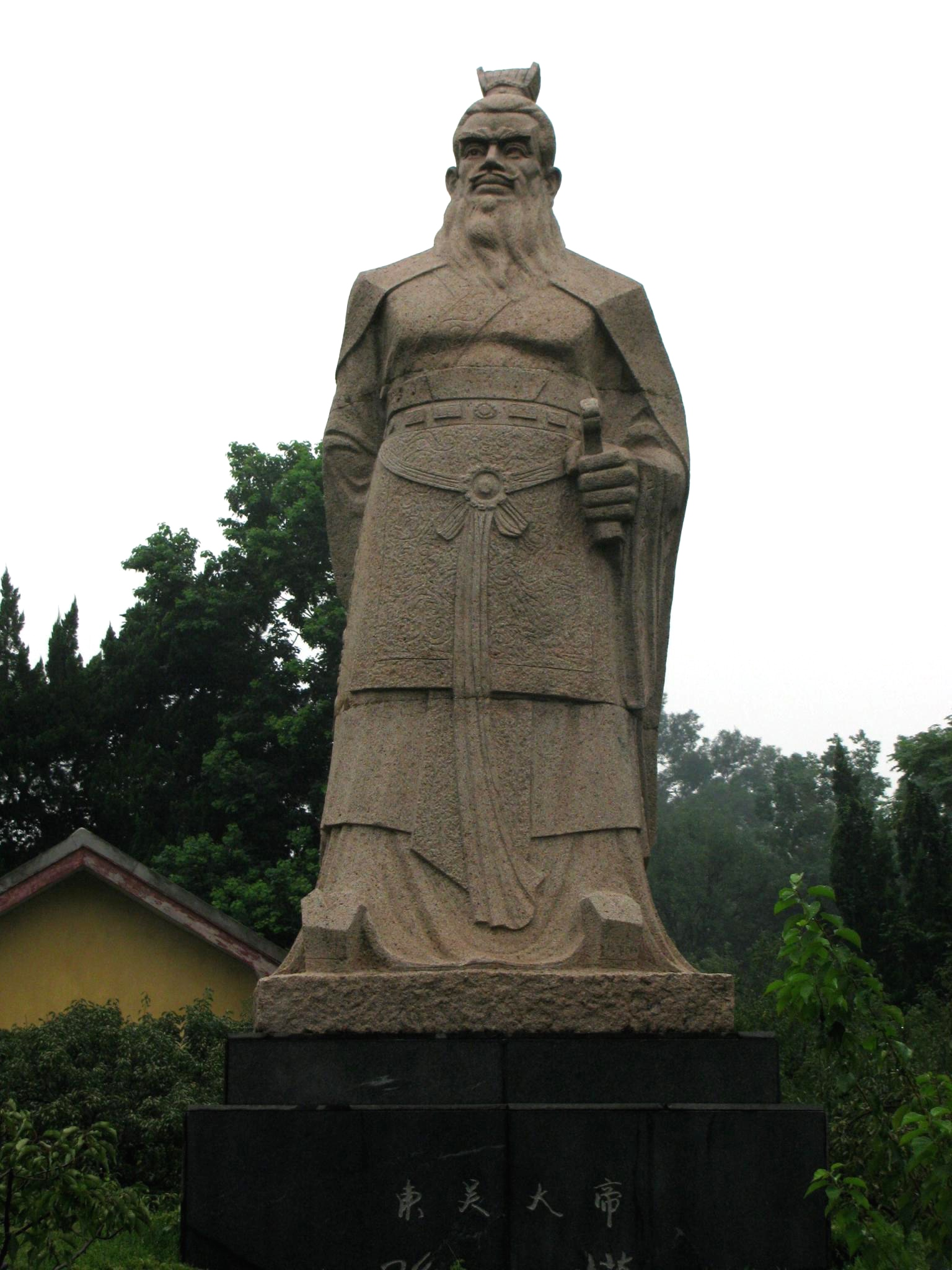
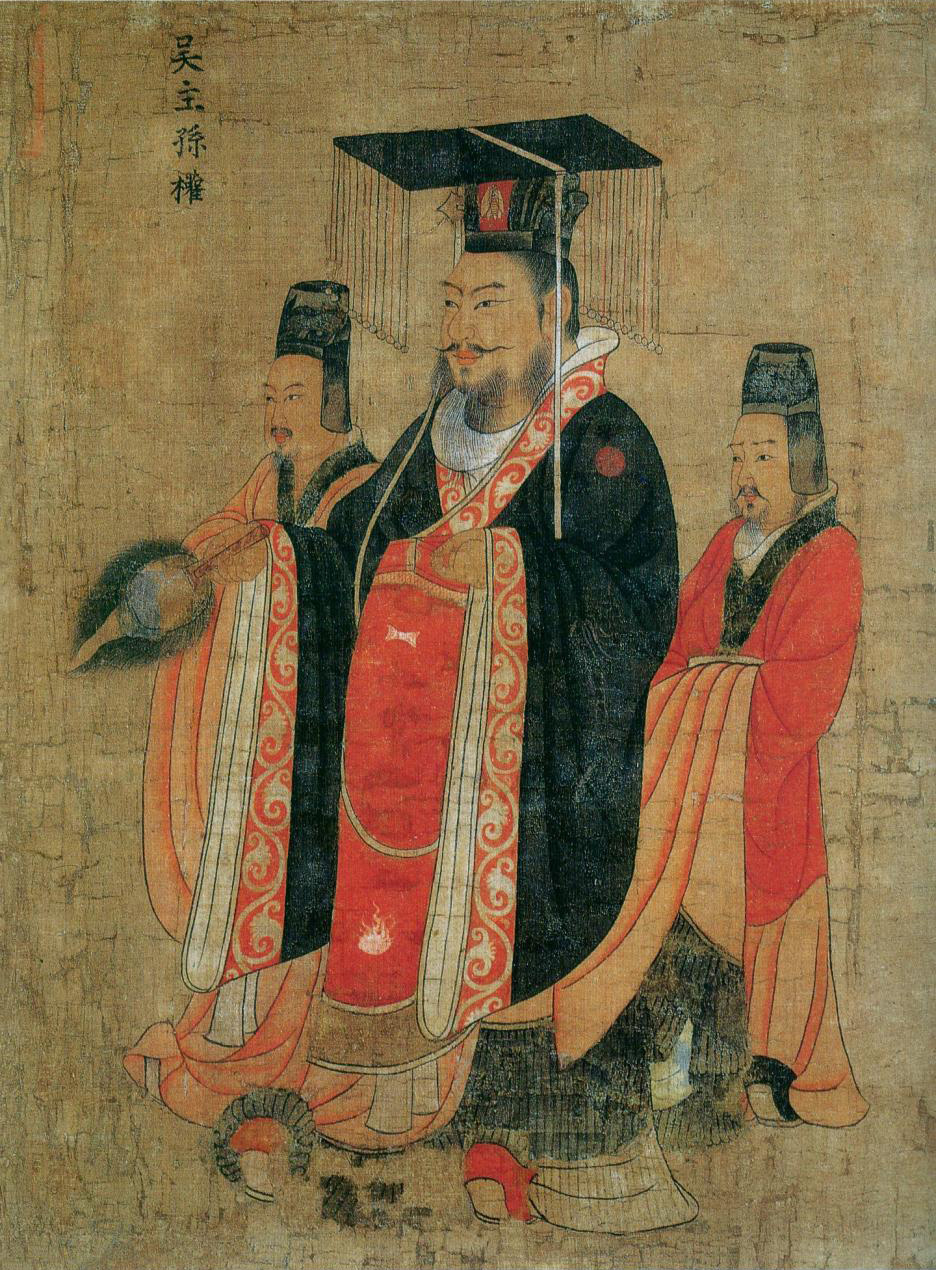
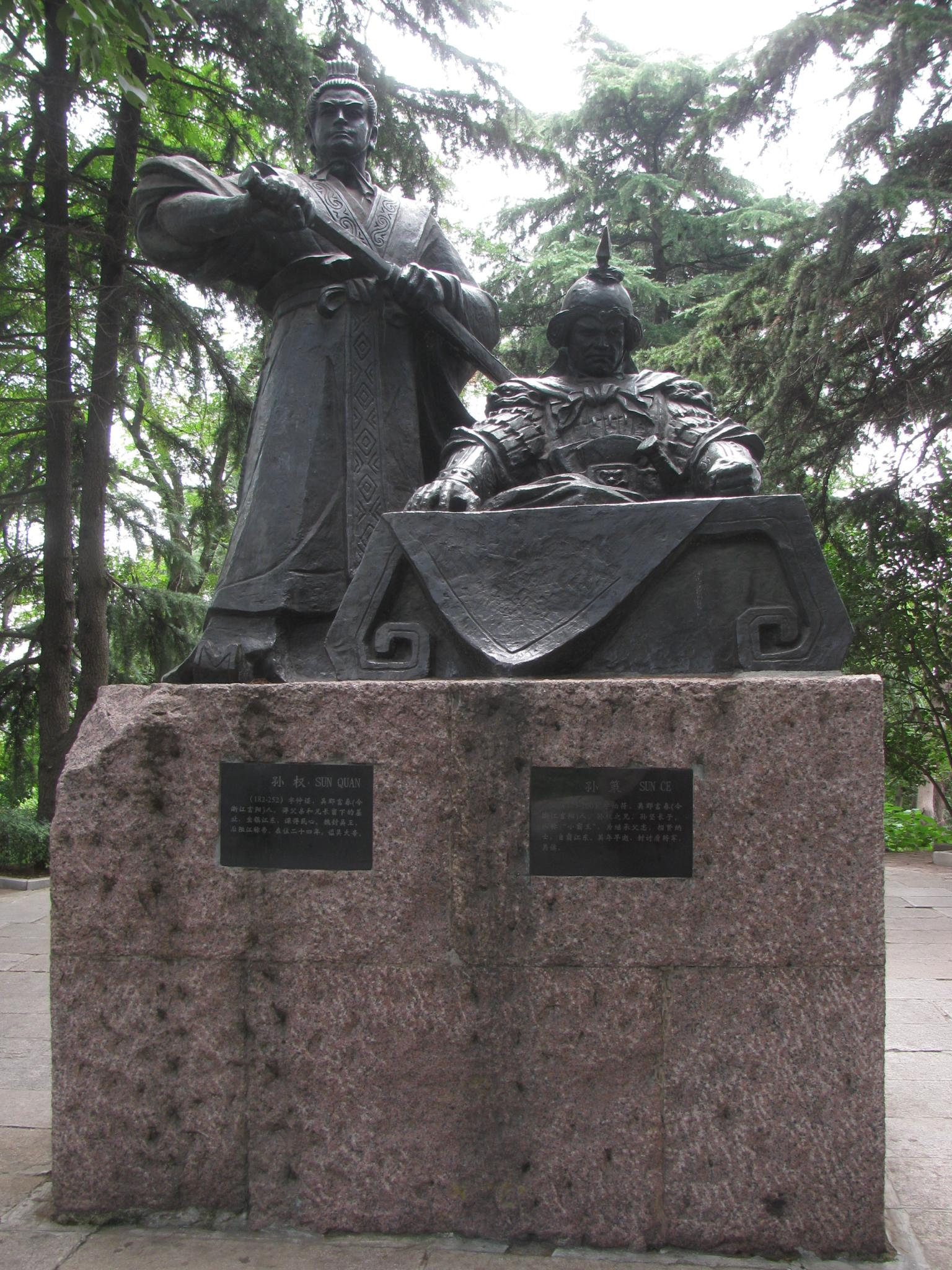
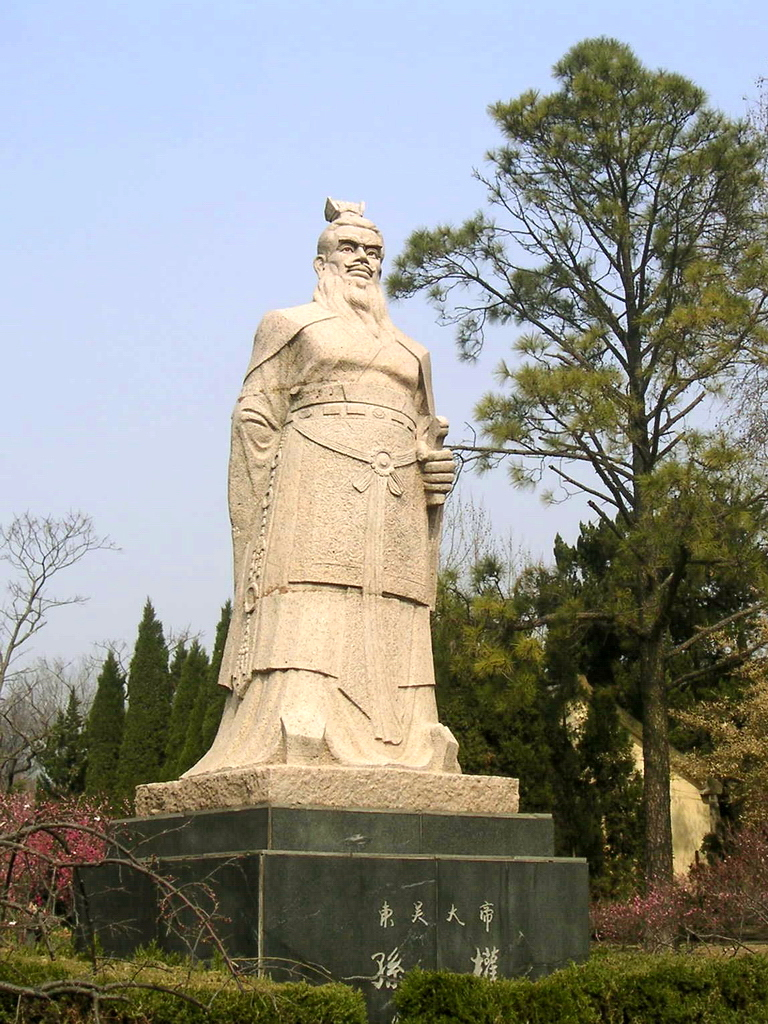

## فهرست فرمانروایان
| پرتره | نام معبد   | نام پسامرگ         | نام شخصی  | دوران      | نسبت خانوادگی        |
| ----- | ---------- | ------------------ | --------- | ---------- | -------------------- |
|       | شیزو 始祖  | امپراتور وولیه     | سون جیان  | نامشخص     | نخستین حاکم ووی شرقی |
|       | نامشخص     | شاهپور هوان چانگشا | سون تسه   | نامشخص     | پسر سون جیان         |
|       | تایزو 太祖 | امپراتور دا        | سون کوان  | ۲۲۲ تا ۲۵۲ | پسر سون جیان         |
|       | نامشخص     | نامشخص             | سون لیانگ | ۲۵۲ تا ۲۵۸ | پسر سون چوان         |
|       | نامشخص     | امپراتور جینگ      | سون شیو   | ۲۵۸ تا ۲۶۴ | پسر سون چوان         |
|       | نامشخص     | امپراتور ون        | سون هه    | نامشخص     | پسر سون چوان         |
|       | نامشخص     | امپراتور مو        | سون هائو  | ۲۶۴ تا ۲۸۰ | پسر سون هه           |